# Timonius neobritannicus
Timonius neobritannicus är en måreväxtart som beskrevs av Steven P. Darwin. Timonius neobritannicus ingår i släktet Timonius och familjen måreväxter. Inga underarter finns listade i Catalogue of Life.